# Municipio de Norden (condado de Hamlin)
El municipio de Norden (en inglés: Norden Township) es un municipio ubicado en el condado de Hamlin en el estado estadounidense de Dakota del Sur. En el año 2010 tenía una población de 511 habitantes y una densidad poblacional de 3,73 personas por km².

## Geografía
El municipio de Norden se encuentra ubicado en las coordenadas 44°35′38″N 97°9′34″O / 44.59389, -97.15944. Según la Oficina del Censo de los Estados Unidos, el municipio tiene una superficie total de 137.05 km², de la cual 100,36 km² corresponden a tierra firme y (26,77 %) 36,69 km² es agua.

## Demografía
Según el censo de 2010, había 511 personas residiendo en el municipio de Norden. La densidad de población era de 3,73 hab./km². De los 511 habitantes, el municipio de Norden estaba compuesto por el 97,85 % blancos, el 0,78 % eran afroamericanos, el 0,59 % eran asiáticos y el 0,78 % eran de una mezcla de razas. Del total de la población el 1,37 % eran hispanos o latinos de cualquier raza.